# Lalvatti
Lalvatti är en sjö i kommunen Klemis i landskapet Södra Karelen i Finland. Arean är 50 hektar och strandlinjen är 4,65 kilometer lång. Sjön  ingår i Kymmene älvs huvudavrinningsområde.   Den ligger omkring 24 km väster om Villmanstrand och omkring 190 km nordöst om Helsingfors. 